# Нейпперг, Эберхард фон
Барон Эберхард Фридрих фон Нейпперг (нем. Eberhard Friedrich von Neipperg; 1655[…] — 1725) — австрийский (священно-римский) фельдмаршал (1717).

## Биография
Родился в 1655 году. Выходец из австрийского рода фон Нейппергов, сын Эберхарда Вильгельма фон Нейпперга (†1672), который первым из членов рода был возведён в баронское достоинство, и его жены, Маргариты-Елизаветы, урожденной фон Штернфельс (†1686).
На протяжении многих лет служил в австрийской армии. Был шефом пехотного полка, который вошёл в австрийскую историю, как 7-й пехотный. В 1704 году был произведён в чин фельдмаршал-лейтенанта (генерал-лейтенанта), в 1708 году — в фельдцейхмейстеры (полные генералы), в 1717 году — в фельдмаршалы. В 1707 году был избран предводителем дворянства кантона Крайхгау.
Был женат на Маргарите-Лукреции фон Хорнберг (1658—1686). Его старший сын Вильгельм Рейнхард фон Нейпперг (1684—1774), фельдмаршал (1741) и председатель Гофкригсрата, был возведён в графское достоинство, и, тем самым, стал основателем графской ветви рода. От первого брака фон Нейпперг имел также дочь. После смерти первой жены, Эберхард фон Нейпперг женился вторично — на Еве-Доротее Грек-фон-Кохендорф (1669—1731), и имел многочисленных детей от второго брака.